# Brachymeria denieri
Brachymeria denieri is een vliesvleugelig insect uit de familie bronswespen (Chalcididae). De wetenschappelijke naam is voor het eerst geldig gepubliceerd in 1942 door Blanchard.